# Fußball-Weltmeisterschaft 1938/Schweiz
Dieser Artikel behandelt die Schweizer Fussballnationalmannschaft bei der Fußball-Weltmeisterschaft 1938.

## Qualifikation
| Schweiz | Schweiz | - | Portugal | Portugal | 2:1 | Aeby 24', Amadò 29' / Peyroteo 72' |

## Aufgebot
| Nummer / Name | Nummer / Name       | Damaliger Verein        | Geburtstag | Länderspiele |
| Torhüter      | Torhüter            | Torhüter                | Torhüter   | Torhüter     |
| ------------- | ------------------- | ----------------------- | ---------- | ------------ |
|               | Erwin Ballabio      | FC Grenchen             | 20.10.1918 |              |
|               | Renato Bizzozzero   | FC Lugano               | 07.09.1912 |              |
|               | Willy Huber         | Grasshopper Club Zürich | 17.12.1913 |              |
| Abwehr        |                     |                         |            |              |
|               | August Lehmann      | Grasshopper Club Zürich | 26.01.1909 |              |
|               | Severino Minelli    | Grasshopper Club Zürich | 06.09.1909 |              |
|               | Adolf Stelzer       | Lausanne-Sports         | 01.09.1908 |              |
| Mittelfeld    |                     |                         |            |              |
|               | Albert Guinchard    | Servette Genf           | 10.11.1914 |              |
|               | Ernest Lörtscher    | Servette Genf           | 15.03.1913 |              |
|               | Oscar Rauch         | Grasshopper Club Zürich | 05.09.1907 |              |
|               | Hermann Springer    | Grasshopper Club Zürich | 04.12.1908 |              |
|               | Sirio Vernati       | Grasshopper Club Zürich | 12.05.1907 |              |
| Angriff       |                     |                         |            |              |
|               | André Abegglen      | FC Sochaux              | 07.03.1919 |              |
|               | Georges Aeby        | Servette Genf           | 10.09.1910 |              |
|               | Paul Aebi           | BSC Young Boys          | 10.09.1910 |              |
|               | Lauro Amadò         | FC Lugano               | 14.03.1912 |              |
|               | Alfred Bickel       | Grasshopper Club Zürich | 02.05.1918 |              |
|               | Alessandro Frigerio | Le Havre AC             | 15.11.1914 |              |
|               | Tullio Grassi       | FC Lugano               | 05.02.1910 |              |
|               | Leopold Kielholz    | FC Young Fellows Zürich | 09.06.1911 |              |
|               | Eugen Rupf          | Grasshopper Club Zürich | 16.06.1914 |              |
|               | Fritz Wagner        | Grasshopper Club Zürich | 21.12.1913 |              |
|               | Eugène Walaschek    | Servette Genf           | 20.06.1916 |              |
| Trainer       |                     |                         |            |              |
|               | Karl Rappan         |                         | 26.09.1905 |              |

## Spiele der Schweizer Mannschaft

### Achtelfinale
| 27.152 Zusch.      | Parc des Princes (Paris) | Deutsches Reich | Schweiz | Langenus (Belgien) | 1:1 n. V. (1:1, 1:1) | 1:0 Gauchel (29.) 1:1 Abegglen (43.)                                                                                 |
| Wiederholungsspiel |                          |                 |         |                    |                      | |
| 20.025 Zusch.      | Parc des Princes (Paris) | Deutsches Reich | Schweiz | Eklind (Schweden)  | 2:4 (2:1)            | 1:0 Hahnemann (8.) 2:0 Lörtscher (22.) ET 2:1 Walaschek (42.) 2:2 Bickel (64.) 2:3 Abegglen (75.) 2:4 Abegglen (78.) |

Die Schweiz und Deutschland sollten in Straßburg (Fassungsvermögen des Meinaustadions: 31.600) das Eröffnungsspiel bestreiten. Doch wegen des starken Andrangs verlegten die Veranstalter die Begegnung ins Prinzenparkstadion nach Paris. Vor den knapp 27.000 Zuschauern gab es keine schöne, aber eine spannende Auseinandersetzung. Nachdem die Schweizer zu Beginn das Spiel bestimmten, ging das deutsche Team überraschend durch Gauchel (29.) in Führung. Der Ausgleich von Abegglen III (43.) kurz vor der Pause war jedoch hochverdient. Die 2. Hälfte wurde abwechselnd von den Deutschen und den Schweizern bestimmt, blieb genauso wie die Verlängerung jedoch ohne Treffer. Zwar ließen die Schweizer in der Extra-Time konditionell nach, doch nachdem Deutschland Linksaußen Pesser durch Feldverweis verlor, ging das Remis in Ordnung.
Fünf Tage später trafen sich beide Mannschaften zum Entscheidungsspiel am selben Platz. Hälfte Eins gehörte den Deutschen. Hahnemann (8.) erzielte das 1:0 und ein Eigentor von Lörtscher (22.) besiegelte die 2:0-Führung der Favoriten. Doch das Anschlusstor durch Walaschek (42.) verunsicherte Deutschland zutiefst. Nach dem Wechsel spielte nur noch die Schweiz, da die ‚Chemie‘ innerhalb des Herberger-Teams einfach nicht stimmte. Bickel (64.) und zweimal der nicht zu stoppende Abegglen III (75. und 78.) vollendeten den Schweizer Erfolg.

### Viertelfinale
| 15.000 Zusch. | Stade Victor Boucquey (Lille) | Schweiz | Ungarn | Barlassina (Italien) | 0:2 (0:1) | 0:1 Sárosi (40.) 0:2 Zsengellér (89.) |

Die Schweizer mussten sich den Ungarn mit 0:2 beugen.